# Gamun-ui yeonggwang
Gamun-ui yeonggwang (가문의 영광?), noto anche con il titolo internazionale Marrying the Mafia, è un film del 2002 scritto e diretto da Jeong Heung-sun.
L'opera ha dato vita a quattro seguiti: Gamun-ui wigi (2005), Gamun-ui buhwal (2006), Gamun-ui sunan (2011) e Gamun-ui gwihwan (2012).

## Trama
Park Dae-seo e Jang Jin-kyeong si svegliano nel medesimo letto, senza avere minimamente presente cosa è successo prima. Dae-seo scopre poi che Jin-kyeong ha tre fratelli che fanno parte della mafia coreana, e che pretendono che l'uomo si assuma le proprie "responsabilità".